# Spaniocentra gibbosa
Spaniocentra gibbosa là một loài bướm đêm trong họ Geometridae.